# SN 2002jx
SN 2002jx – supernowa typu II odkryta 6 grudnia 2002 roku w galaktyce A002654+0022. W momencie odkrycia miała maksymalną jasność 23,50m.